# Aeroflot-Flug 1080
Am 7. Oktober 1978 stürzte eine Jakowlew Jak-40 auf dem innersowjetischen Linienflug Aeroflot-Flug 1080 von Swerdlowsk nach Qostanai kurz nach dem Start ab, wobei alle 38 Insassen starben.

## Flugzeug
Das betroffene Flugzeug war eine vier Jahre alte Jakowlew Jak-40 mit dem Luftfahrzeugkennzeichen СССР-87437, die mit drei Iwtschenko AI-25-Triebwerken ausgestattet war und ab dem 29. Juli 1974 eingesetzt wurde.

## Verlauf
Um 19:48:30 Uhr Ortszeit beschleunigte das Flugzeug auf Kurs 256° zum Start. Das linke Triebwerk fiel noch währenddessen aus, die Piloten entschieden sich trotzdem, den Start fortzusetzen. Das Flugzeug hob schließlich bei einer Geschwindigkeit von 205 km/h ab. Das Flugzeug flog mit einer Geschwindigkeit von 210 km/h und einer Steigrate von 1,4 m/s. Auf einer Höhe von 100–120 m gab der Flugkapitän den Befehl die Landeklappen einzufahren. Die Piloten berichteten der Flugsicherung den Ausfall des linken Triebwerks und erhielten die Anweisung eine Linkskurve auf 100 m Höhe zu fliegen und danach auf 350 m zu steigen. Durch die geringe Geschwindigkeit von 210 km/h konnte das Flugzeug, während es die Linkskurve flog, nicht steigen. Um 19:51:55 Uhr streifte das Flugzeug einige Bäume auf einem Hügel, rollte nach links und stürzte ab. Alle 38 Insassen starben.

## Ursache
Der Unfall ist auf mehrere Faktoren zurückzuführen:
- Beim Start fiel das linke Triebwerk aus und im mittleren und rechten Triebwerk sank der Schub durch Vereisung, weil die Piloten vergessen hatten die Triebwerksenteisung einzuschalten (es konnte bei den Untersuchungen festgestellt werden, dass in Triebwerken vom Typ Iwtschenko Al-25 bei einer Umgebungstemperatur von bis zu +8 °C Vereisungen auftreten können).
- Das Flugzeug war um 419 kg überladen
- Die Piloten vergaßen, abgelenkt vom Triebwerksausfall, nach dem Abheben das Fahrwerk einzufahren, um den Luftwiderstand zu verringern
- Es herrschten ungünstige Wetterbedingungen (Seitenwinde mit Geschwindigkeiten von 25–36 km/h aus Richtung 170°, Regen, dichte Wolken mit einer Wolkenuntergrenze von 500 m, Außentemperatur von +5 °C)